# دوک انرژی سنتر
دوک انرژی سنتر، (به انگلیسی: Duke Energy Center) آسمان‌خراش ۵۴ طبقه به ارتفاع ۲۴۰ متر، با کاربری اداری-تجاری است، که در شهر شارلوت، کارولینای شمالی، ایالات متحده آمریکا مستقر می‌باشد.
پروژه ساخت این ساختمان در سال ۲۰۰۶ آغاز شد و در سال ۲۰۱۰ تکمیل و افتتاح گردید. ساختمان دوک انرژی سنتر متعلق به ولز فارگو بوده و دفتر مرکزی شرکت دوک انرژی می‌باشد.